# Киприан Карфагенский
Киприа́н Карфаге́нский (лат. Cyprianus Carthaginiensis или Та́сций Цеци́лий Киприа́н, лат. Thascius Caecilus Cyprianus; ум. 14 сентября 258) — епископ Карфагенский и искусный латинский богослов, основные сочинения которого посвящены осмыслению вопросов отступничества и раскола. Создатель канонического учения о единстве церкви и её иерархической структуре. Называвший своим учителем Тертуллиана, Киприан провёл в Карфагене три поместных собора, в ходе которых возобладало его суждение о том, что «тот не может уже иметь Отцом Бога, кто не имеет матерью Церковь». Тягчайшими грехами Киприан считал апостасию (отступничество) и схизму (раскол). Его мнения о том, будто вне зримой ограды Церкви нет таинств, а также будто действительные таинства могут совершать только те священники, которые лично святы, не были поддержаны в Церкви и были отвергнуты рядом Отцов Церкви: например, папой римским св. Стефаном и св. Викентием Леринским.

## Биография
Вырос в языческом окружении, до 246 г. был известен как преуспевающий юрист. Через два года после крещения по требованию паствы был избран в епископы (что нарушало принятые тогда нормы). Через пару месяцев началось жестокое гонение императора Деция на христиан, многие из которых отступили от веры, если не на деле, то на словах. По поводу условий их приёма обратно в лоно Церкви развернулись большие споры. Киприан, который последовательно отстаивал необходимость соборов как высшей инстанции для разрешения церковных дел, на соборе в Карфагене сумел провести точку зрения о том, что полномочия церкви включают в себя и отпущение смертных грехов (даже таких, как отступничество). Впоследствии взгляды Киприана по этому вопросу стали общепринятыми.
В 254 г. Киприан, который до этого подчёркивал верховенство римского епископа среди прочих, столкнулся с папой Стефаном по вопросу о допустимости возвращения на свои посты испанских епископов, которые во время гонений приносили жертвы языческим божествам. За несколько месяцев спор принял более серьёзный оборот и стал грозить церкви расколом. Краеугольным камнем всех споров сделался вопрос о том, насколько действительным считать крещение, совершённое христианами-еретиками (например, отступившими от Христа епископами). Киприан провёл в Карфагене три собора, на последнем из которых 87 епископов единогласно постановили, что крещение вне единой Церкви невозможно и потому крещённых еретиками следует перекрещивать заново.
Дело неминуемо шло к разрыву между Карфагеном и Римом, когда папа Стефан был казнён. Во время гонения императора Валериана I Киприан был вызван к проконсулу Аспазию Патерну, допрошен и отправлен в ссылку (30 августа 257 г.). На следующий год гонения усилились, Киприан вновь предстал перед судом и был казнён. Был причтён к числу отцов Единой Церкви.
День памяти в православии — 31 августа по старому стилю (13 сентября по новому стилю).

## Тексты и переводы
- Migne, J.-P. Patrologiae Cursus Completus. Series Latina Vol. 3-4, P. 1844

Русские переводы:
- Избранные сочинения св. свщмч. Киприана, еп. Карфагенского. / Пер. с греч. М. Протопопова. СПб, 1803. 383 стр.
- Творения св. свщмч. Киприана, еп. Карфагенского. (Серия «Библиотека творений…»). Киев, 1879. Ч. 1. Письма. 362 стр. Ч. 2. Трактаты. 369 стр. Изд. 2-е. Киев, 1891.
  - переиздание отдельных сочинений: Отцы и учители Церкви III в. Антология. М., 1996. Т. 2. С. 261—380.
  - переиздание под ред. А. И. Сидорова: (Серия «Библиотека Отцов и Учителей церкви»). М.: Паломник. 1999. 719 стр. 4000 экз.
- Киприан, еп. Карфагенский. Письма. / Пер. М. Е. Сергеенко. // Богословские труды. 1985. № 26.

Начато издание в серии «Collection Budé»:
- Saint Cyprien. Correspondance. Tome I: Lettres I—XXXIX. Texte établi et traduit par le chanoine L. Bayard. LV, 198 p.
- Saint Cyprien. Correspondance. Tome II: Lettres XL-LXXXXI. Texte établi et traduit par le Chanoine Bayard. 563 p.